# Panagiōtīs Fasoulas
Panagiōtīs Fasoulas (in greco Παναγιώτης Φασούλας?; Salonicco, 12 maggio 1963) è un ex cestista e politico greco, dal 2007 al 2010 è stato sindaco del Pireo.
È il padre di Mariella Fasoula.

## Carriera
Con la Grecia ha disputato i Giochi olimpici di Atlanta 1996, tre edizioni dei Campionati mondiali (1990, 1994, 1998) e sei dei Campionati europei (1983, 1987, 1989, 1991, 1993, 1995).

## Palmarès

### Squadra
- Campionato greco: 5

PAOK Salonicco: 1991-92
Olympiakos: 1993-94, 1994-95, 1995-96, 1996-97
- Coppa di Grecia: 3

PAOK Salonicco: 1984
Olympiakos: 1993-94, 1996-97
- Coppa dei Campioni: 1

Olympiakos: 1996-97
- Coppa delle Coppe: 1

PAOK Salonicco: 1990-91

### Individuale
- A1 Ethniki MVP finali: 1

PAOK Salonicco: 1991-92
- A1 Ethniki MVP: 2

Olympiakos: 1993-94, 1994-95